# Гофштеттен-Флю
Гофштеттен-Флю (нім. Hofstetten-Flüh) — громада  в Швейцарії в кантоні Золотурн, округ Дорнек.

## Географія
Громада розташована на відстані близько 60 км на північ від Берна, 30 км на північ від Золотурна.
Гофштеттен-Флю має площу 7,5 км², з яких на 14,8% дозволяється будівництво (житлове та будівництво доріг), 40,3% використовуються в сільськогосподарських цілях, 44,8% зайнято лісами, 0,1% не є продуктивними (річки, льодовики або гори).

## Демографія
2019 року в громаді мешкало 3209 осіб (+5,7% порівняно з 2010 роком), іноземців було 17,9%. Густота населення становила 427 осіб/км².
За віковим діапазоном населення розподілялося таким чином: 20,3% — особи молодші 20 років, 58,5% — особи у віці 20—64 років, 21,2% — особи у віці 65 років та старші. Було 1325 помешкань (у середньому 2,4 особи в помешканні).
Із загальної кількості 523 працюючих 30 було зайнятих в первинному секторі, 168 — в обробній промисловості, 325 — в галузі послуг.